# Лавелэ, Эмиль Луи Виктор
Эмиль Луи Виктор Лавелэ (фр. Émile Louis Victor de Laveleye; 5 апреля 1822, Брюгге — 3 января 1892, Бельгия) — крупный бельгийский учёный, экономист, социолог и публицист, с 1864 года — профессор политической экономии в Льежском университете. В 1873 году был в числе учредивших Институт международного права.

## Биография
Родился в Брюгге, учился сначала там, затем в Париже и Католическом университете Лувена, где попал под влияние Франсуа Хью, философа и христианского социалиста. В 1844 году получил государственную награду за своё эссе об истории литературы и поэзии Прованса, в 1847 году опубликовал работу по истории франков L’Histoire des rois francs, а в 1861 году перевёл на французский язык «Песнь о Нибелунгах». На протяжении всей жизни не терял интереса к литературе и истории, но свои научные исследования сосредоточил на экономике и общественных науках. Он был одним из группы молодых юристов, врачей и критиков, бывших учеников Хью, которые встречались раз в неделю, чтобы обсуждать социальные и экономические вопросы, и в итоге решил публиковать свои взгляды по этим вопросам в статьях. К 1859 году статьи, опубликованные им в Revue des deux mondes, закрепили за ним репутацию видного экономиста.
Главные труды Лавелэ относятся к области политической экономии, в которой он являлся видным представителем историко-реалистической школы. Каждое явление народного хозяйства он изучал в связи со всеми явлениями места и времени, с нравами, обычаями, уровнем знаний, телесной силой населения и его трудовыми навыками, религиозными верованиями, характером и направлением внешней и внутренней политики. В своём учебнике политической экономии («Eléments d’économie politique», Париж, 1884), отличавшемся сжатостью, изяществом изложения и богатством содержания, Лавелэ рассматривал один из наиболее общих вопросов науки — вопрос о производительности труда — в его зависимости от состояния правосудия в данной стране, её политического строя, философских учений, религиозных верований.
Лавелэ горячо выступал против Ж. Б. Сэя, утверждавшего, что благосостояние народа вовсе не связано с политическим строем государства. Он не разделял требований социализма, чтобы государство всесторонне регулировало общественное хозяйство, но был ещё более далёк от воззрений манчестерской школы. Для него несомненна связь между политической экономией и нравственностью. В своей историко-критической книге «Le socialisme contemporain» (Париэ, 1881; 6-е издание — 1891; русский перевод — СПб., 1882), не лишённой пробелов (например, в оценке Родбертуса), Лавелэ проводит мысль о неразрывной связи наиболее существенных идей социализма со всеми устоями современной европейской цивилизации и, прежде всего, с христианством.
Считая существующий общественный строй глубоко несовершенным, Лавелэ в своих работах требовал его коренных изменений, но ко всяким попыткам насильственного переворота относился с самым строгим порицанием. Идеал общественной жизни осуществляется для Лавелэ состоял не в национально-замкнутых государствах, враждебно настроенных друг к другу, а в мирном союзе свободных, самоуправляющихся общин. С этим идеалом связано и средство, предлагаемое им для устранения затруднений, возникающих при встрече парламентаризма с демократией: это средство — широкая децентрализация, доходящая почти до федерализма («Le gouvernement dans la démocratie», Париж, 1891; брошюра, перевод на русский язык: «Парламентарный образ правления и демократия», Ярославль, 1882).
Наиболее крупный труд Лавелэ — «De la propriété et de ses formes primitives» (Париж, 1874; 4-е издание — 1891; русский перевод: «Первобытная собственность», СПб., 1885), впервые пошатнувший в западноевропейском обществе предубеждение против общинного землепользования и доказавший, что в древности у всех народов господствовали коллективные формы поземельной собственности. В сравнительно позднюю эпоху эти формы уступили место частной поземельной собственности, что, по мнению Лавелэ, было результатом насилий либо расы победителей над побеждённым племенем, либо господствующего сословия над крестьянством; вслед за этим явилось более или менее полное порабощение работника. Поземельные порядки, основанные на началах общинного строя, нелегко могут быть восстановлены в странах старой цивилизации, но они, по мнению Лавелэ, должны быть усвоены странами молодой (на момент его жизни) культуры (Америка, Австралия), располагающими огромными незанятыми пространствами, на которых поселенцы могут создать общественный порядок, наиболее соответствующий справедливости и интересам народа.
Лавелэ принадлежат также сочинения о денежном обращении, в которых он выступает неутомимым борцом за биметаллизм («La question de For», П., 1860; «Le marché monétaire et ses crises depuis 50 ans», Париж, 1865; «Le bimétallisme international» Париж, 1881; «La monnaie et le bimétallisme international», Париж, 1891, и другие), о сельском хозяйстве разных стран («Essai sur l’économie rurale de la Belgique», Париж, 1863; 2-е издание — 1876; «Etudes d’économie rurale. La Néerlande», Брюссель, 1864; «La Lombardie et la Suisse. Etudes d’économe rurale», Париж, 1869; «L’agriculture belge», Париж, 1878), о формах правления в современном государстве («Essai sur les formes du gouvernement dans les sociétés modernes» Париж, 1872) о начальном образовании в XIX столетии («L’instruction du peuple» Париж, 1872; русский перевод — СПб., 1873). В своих «Lettres d’Italie» (Париж, 1878—79), «Nonvelles lettres d’Italie» (Париж, 1884) и «La péninsule des Balkans» (Париж, 1886; русский перевод — М., 1889) Лавелэ является в одно и то же время этнографом и публицистом. Его брошюра: «Le parti clérical en Belgique» (Брюссель, 1874) разошлась в количестве 2 миллионов экземпляров на 10 языках. Во многих своих работах он восторженно высказывался об Англии, считая, что в этой стране реализованы многие его идеалы политического, социального и религиозного прогресса; по этой причине его статьи часто печатались в крупнейших английских газетах и журналах.
Другие сочинения Лавелэ: «Etudes et essais» (Париж, 1869); «Des causes actuelles de guerre en Europe et de l’arbitrage» (Брюссель, 1873); «De l’avenir des peuples catholiques» (Париж, 1875), «Provincial and communal institutions of Belgium» (Лондон, 1875); «Le respect de la propriété privée sur mer» (Брюссель, 1877); «La crise économique et les chemins de fer vicinaux» (Париж, 1879); «La vice patenté et le proxénétisme légal» (Брюссель, 1882); «La crise et ses remèdes» (1886); «Le luxe» (1887), «Histoire de la langue et de la littérature provençales» (Брюссель, 1846) и другие.